# Hannes Þorsteinsson
Hannes Þorsteinsson, född 30 augusti 1860 på gården Brú i Biskupstungum (i Árnessýsla), död 10 april 1935, var en isländsk arkivarie. 
Hannes blev candidatus theologiae 1888, bosatte sig i Reykjavik och köpte tidningen "Þjóðólfur", som han utgav och redigerade 1892–1909. Han var alltingsman för Árnessýsla 1901–1911, då han blev assistent i arkivet i Reykjavik och riksarkivarie 1924.
Hannes som hade mycket stort intresse för genealogi och personhistoria, förvärvade sig enastående kännedom om isländska släkter. Han avslutade utgivningen av Bogi Benediktssons stora verk "Sýslumannaæfir" (1902–1915), som han fortsatte till samtiden. Han publicerade flera avhandlingar och böcker av biografiskt och genealogiskt innehåll; hans Guðfræðingatal (Reykjavik 1910) innehåller biografier av alla islänningar, som avlade teologisk ämbetsexamen vid Köpenhamns universitet 1707–1907. Från 1911 arbetade han med offentligt understöd på biografier av lärda islänningar under senare århundraden; på grund av detta arbete utnämndes han av Islands universitet 1925 till hedersdoktor.